# Janet Evanovich

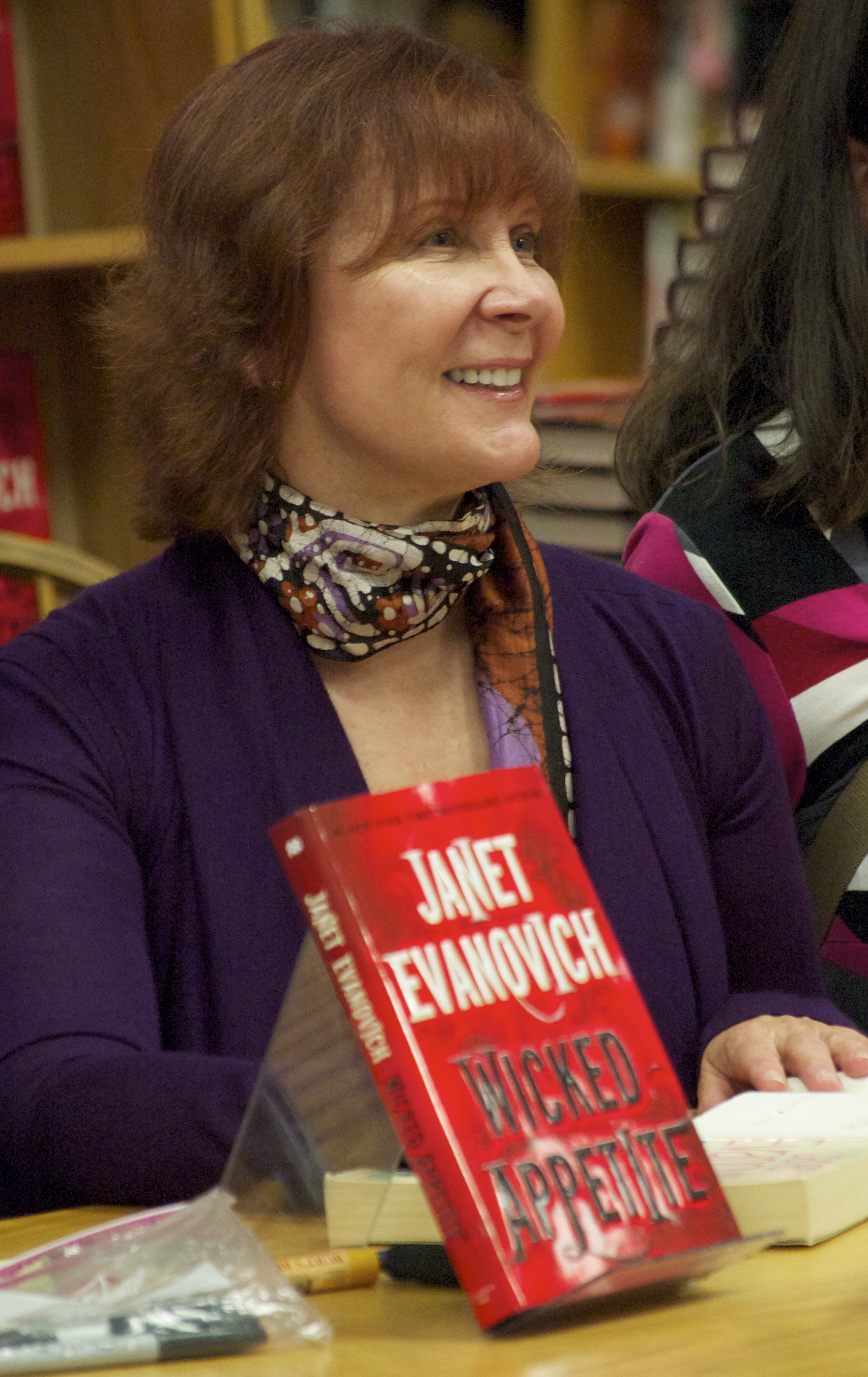
Janet Evanovich (2010)

Janet Evanovich (* 22. April 1943 in South River, New Jersey) ist eine US-amerikanische Schriftstellerin, speziell von Kriminalromanen. Sie hat über 200 Millionen Bücher verkauft.

## Leben
Nach ihrem Studium an der Rutgers University wurde Evanovich Hausfrau und Mutter. Es folgten erste Schreibversuche mit Liebesromanen. Nach anfänglichen Ablehnungen arbeitete sie erst einmal bei einer Zeitarbeitsfirma als Sekretärin, bevor 1987 schließlich doch ein Verleger auf sie aufmerksam wurde; innerhalb weniger Jahre veröffentlichte Evanovich ein Dutzend humorvoller Liebesromane in verschiedenen Serien.
1994 wechselte sie ins Krimi-Genre. Ihre Heldin wurde die Ex-Unterwäsche-Verkäuferin und Kopfgeldjägerin Stephanie Plum. Mit ihrem humorvollen Stil und ihren prägnant-skurrilen Charakteren kam Janet Evanovich sofort sehr gut an, insbesondere in England, wo die ersten drei Plum-Romane von der britischen Krimiautoren-Vereinigung nacheinander mit  drei verschiedenen Dagger Awards ausgezeichnet wurden. Zwei Preise hat sie auch von den amerikanischen Buchhändlern bekommen.
2002 veröffentlichte Evanovich einen alten Liebesroman in einer neuen Version, die sie zusammen mit Charlotte Hughes geschrieben hat. Inzwischen haben sie ihn gemeinsam zu einer Serie romantischer Abenteuergeschichten fortgesetzt. Eine weitere Krimiserie folgte 2004 mit dem Metro Girl aus Miami.

## Werke

### Einzelromane
- Gib Gummi, Baby! (The Rocky Road to Romance, 2004)
- Liebe über Bord (Love Overboard, 2005)
- Cheers, Baby! (Hot Stuff, zusammen mit Leanne Banks, 2007)

### Lizzy Tucker
- Zuckersüße Todsünden (Wicked Appetite) Mai 2012
- Kleine Sünden erhalten die Liebe (Wicked Business) Mai 2013
- Kann denn Sünde Liebe sein (Wicked Charms) Juni 2015

### Jamie Swift & Max Holt
zusammen mit Charlotte Hughes
- Liebe für Anfänger (Full House, 2002)
- Kussfest (Full Tilt, 2003)
- Liebe mit Schuss (Full Speed, 2003)
- Total verschossen (Full Blast, 2004)
- Jeder Kuss ein Treffer (Full Bloom, 2005)
- Volle Kanne (Full Scoop, 2006)

### Metro Girl – Alex – „Barney“- Barnaby
- Tiefer gelegt (Metro Girl, 2004)
- Ich bremse auch für Männer (Motor Mouth, 2006)

### Stephanie Plum

#### Romane
- Einmal ist keinmal (One for the Money, 1994) – John Creasey Memorial Dagger 1995, Dilys Award 1995
- Zweimal ist einmal zuviel (Two for the Dough, 1996) – Last Laugh Dagger 1996
- Eins, zwei, drei und du bist frei (Three to Get Deadly, 1997) – Silver Dagger 1997, Dilys Award 1998
- Aller guten Dinge sind vier (Four to Score, 1998)
- Vier Morde und ein Hochzeitsfest (High Five, 1999)
- Tödliche Versuchung (Hot Six, 2000)
- Mitten ins Herz (Seven Up, 2001)
- Heiße Beute (Hard Eight, 2002)
- Reine Glückssache (To the Nines, 2003)
- Kusswechsel (Ten Big Ones, 2004)
- Die Chaos-Queen (Eleven on Top 2005)
- Kalt erwischt (Twelve Sharp 2006)
- Ein echter Schatz (Lean Mean Thirteen 2007)
- Kuss mit Lustig (Fearless Fourteen 2008)
- Kuss mit Soße (Finger Lickin' Fifteen Juni 2011)
- Der Beste zum Kuss (Sizzling Sixteen  10. Juni 2010)
- Küsse sich, wer kann (Smokin' Seventeen Juni 2011)
- Kuss Hawaii (Explosive Eighteen November 2011)
- Küssen und küssen lassen (Notorious Nineteen November 2012)
- Küss dich glücklich (Takedown Twenty 2013)
- Zusammen küsst man weniger allein (Top Secret Twenty One 2015)
- Ziemlich beste Küsse (Tricky Twenty Two 2015)
- Jetzt ist Kuss (Turbo Twenty-Three 2016)

Die Titelbilder der deutschen Ausgaben werden von der Illustratorin Natascha Römer bebildert. Von ihr stammen auch die Illustrationen auf der offiziellen deutschen Verlagsseite der Autorin.
außerhalb der Serie:
- The Last Peep aus The Plot Chickens deutsch Klar wie Glas aus Unter dem Sonnenschirm – Kurzgeschichte
- Der Winterwundermann (Visions of Sugar Plums, 2002) – Kurzroman zu Weihnachten erschienen November 2009
- Liebeswunder und Männerzauber (Plum Lovin’, 2007) – Kurzgeschichte zum Valentinstag erschienen Januar 2011
- Glücksklee und Koboldküsse (Plum Lucky) – St. Patrick's Day Geschichte  erschienen Februar 2012
- Traumprinzen und Wetterfrösche ("Plum Spooky") – Halloween Geschichte die nicht zu Halloween spielt erschienen März 2013

#### Die Figur
Stephanie Plum ist die Protagonistin der erfolgreichsten Buchreihe von Janet Evanovich.
Sie ist etwa 30 Jahre alt, stammt aus Chambersburg, kurz Burg, einem Stadtteil von Trenton und besitzt infolge ihrer italienischen Vorfahren väterlicherseits braune, schulterlange Locken sowie ein unerschöpfliches Repertoire an provokanten Handbewegungen; als Erbe ihrer ungarischstämmigen Mutter blaue Augen und das Talent, so viel Geburtstagstorte essen zu können wie [sie] will und trotzdem noch den obersten Knopf [ihrer] Jeans zuzukriegen.
Schuld an ihrem chaotischen Leben trägt in erster Linie ihr Job: Stephanie ist Kopfgeldjägerin oder, vornehm ausgedrückt, Kautionsdetektivin. Nachdem ihr unverschuldet ihre Stelle als Dessouseinkäuferin gekündigt wird, erpresst sie ihren Cousin Vinnie mit ihrem Wissen um seine perverse Veranlagung – Vinnie steht auf mittelalterliche Folterinstrumente und war einmal in eine Ente verliebt – um einen Job in seinem Kautionsbüro. In letzterem streckt Vinnie so manchem Verbrecher aus Burg die Kaution vor und verschafft ihm somit die Möglichkeit, die Zeit zwischen Verhaftung und Gerichtstermin zu Hause statt im Gefängnis zu verbringen. Sobald es jemand vorzieht, seiner Verhandlung nicht beizuwohnen, droht das Gericht damit, Vinnies Geld für den Fall, dass er den flüchtigen Verbrecher nicht innerhalb einer kurzen Frist aufspürt, einzubehalten, wobei Stephanie ins Spiel kommt.
Im ersten Roman der Serie, Einmal ist keinmal, wird sie auf Joe Morelli angesetzt, der schon in der Grundschule versuchte, ihr unter den Rock zu schauen, sie Jahre später in einer Bäckerei ihrer Jungfräulichkeit beraubte und heute Polizist ist, der im Verdacht steht, auf eine unbewaffnete Person geschossen zu haben. Morelli ist von der Vorstellung, sich verhaften zu lassen, alles andere als begeistert und macht Stephanie demzufolge das Leben schwer. Die blutige Anfängerin ist nicht nur mit der Festnahme dieses Polizisten völlig überfordert, sondern auch mit den meisten anderen Fällen, weshalb ihr Ranger, mit bürgerlichem Namen Ricardo Carlos Manoso, Amerikaner kubanischer Abstammung, mehr als einmal zur Hand geht. Während sich die Beziehung zu Morelli im Laufe der Romane von Freundschaft über zwanglosen Sex bis hin zu einem Zustand ernsthafter Zuneigung ohne allzu seriöse Heiratsabsichten wandelt, entwickelt sich parallel dazu eine Bindung zu Ranger, die zu Stephanies Irritation über das rein Berufliche hinausgeht. Als wäre ihre völlige Verwirrung angesichts der zwei Männer in ihrem Leben noch nicht genug, gesellen sich zum alltäglichen Chaos Stephanies noch folgende Personen:
1. Grandma Mazur, deren gesellschaftliches Leben zu einem beunruhigend großen Teil aus dem Besuch von Totenwachen besteht, wobei sie es hasst, den Sargdeckel geschlossen vorzufinden
2. ihre Eltern, wobei Vater Frank ungeduldig darauf wartet, dass seine Schwiegermutter das Zeitliche segnet und Mutter Ellen nicht müde wird, sich angesichts Stephanies peinlicher Fehltritte zu bekreuzigen,
3. Vinnies Angestellte für die Ablage, Lula, eine ehemalige Prostituierte, die ab dem zweiten Roman, Zweimal ist einmal zuviel, eine feste Größe im Plum'schen Leben darstellt,
4. Vinnies Sekretärin Connie, eine Italienerin mit großer Oberweite und Verbindungen zu Joey Testament und anderen Mafiosi,
5. Stephanies Schwester Valerie, deren seit frühester Kindheit nervtötende Perfektion sich zu Stephanies Befriedigung in einen hinreichend katastrophalen Zustand verwandelt,
6. Bob, der Hund, der alles frisst, was nicht niet- und nagelfest ist
7. Joyce Barnhardt, ihre Erzfeindin, seit sie mit Stephanies Ex-Mann ins Bett oder, genauer gesagt, auf den Esstisch gesprungen ist und die jetzt auch für Vinnie arbeitet
8. Rex, der Hamster und Kummerkasten von Stephanie, der in einer leeren Suppendose schläft, sich von übriggebliebenen Marshmallows und Tasty Cakes ernährt und in einem Roman fast selbst zum Opfer wird
9. eine nicht näher definierte Zahl zerstörter Autos, die einer täglich wachsenden Liste von Stephanies neuen Freunden zuzuschreiben sind.

#### Verfilmung
Der erste Roman der Reihe, Einmal ist keinmal, wurde 2012 unter gleichem Titel von der Regisseurin Julie Anne Robinson mit Katherine Heigl in der Hauptrolle verfilmt. Die Darsteller von Joe Morelli und Ranger waren Jason O’Mara und Daniel Sunjata.

## Nachweise
1. ↑  Janet Evanovich. Abgerufen am 12. Juni 2024.
2. ↑  Beverly Jenkins: TIL Janet Evanovich Has Been Quietly Cranking Out Stephanie Plum Novels for Over 30 Years. In: The Mary Sue. 25. April 2024, abgerufen am 12. Juni 2024.
3. ↑  Janet Evanovich: Kusswechsel. Wilhelm Goldman Verlag, München 2006, S. 6.
4. ↑  Einmal ist keinmal (2012). Auf: IMDb. Abgerufen am 5. März 2014.

| Personendaten    | Personendaten                     |
| ---------------- | --------------------------------- |
| NAME             | Evanovich, Janet                  |
| KURZBESCHREIBUNG | US-amerikanische Schriftstellerin |
| GEBURTSDATUM     | 22. April 1943                    |
| GEBURTSORT       | South River, New Jersey, USA      |